# Onthophagus yubarinus
Onthophagus yubarinus é uma espécie de inseto do género Onthophagus, família Scarabaeidae, ordem Coleoptera.
Foi descrita cientificamente por Matsumura em 1937.